# Hasna Xhukiçi
Hasna Xhukiçi (13 de abril de 1988, Fier, Albania) es una modelo albanesa ganadora del título Miss Albania 2009 y representante de dicho país en el Miss Universo 2009.

## Miss Universo 2009
Hasna representó su país en el Miss Universo 2009 y clasificó entre las 15 primeras semifinalistas, sin embargo luego de la competencia en traje de baño donde obtuvo una puntuación de 7.900, no pudo clasificar al Top 10. Hasna ocupó la posición número 11.

## Vida personal
Ella es estudiante de enfermería en la Universidad de Tirana y su objetivo es ser pediatra. Hasna además de albanés, habla fluidamente español e inglés.
| Predecesor: Matilda Meçini | Miss Universo Albania 2009 | Sucesor: Anxhela "Angela" Martini |